# Birte Christoffersen
Birte Christoffersen, ab 1954: Birte Hanson, später Birte Ekberg, (* 28. März 1924 in Kopenhagen) ist eine ehemalige dänische und später schwedische Wasserspringerin. Sie gewann 1948 eine olympische Bronzemedaille. Bei Europameisterschaften erhielt sie zwei Silber- und drei Bronzemedaillen.

## Karriere
Birte Christoffersen gewann insgesamt 17 dänische Meistertitel im Wasserspringen. Bei den Olympischen Spielen 1948 in London belegte sie in der Qualifikation des Wettbewerbs im Kunstspringen den siebten Platz, im Finale fiel sie auf den neunten Platz zurück. Drei Tage später fand der Wettbewerb vom Turm statt. Hinter Victoria Draves und Patricia Elsener aus den Vereinigten Staaten belegte Birte Christoffersen mit 0,24 Punkten Rückstand auf Elsener den dritten Platz. 1950 bei den Europameisterschaften in Wien gewann Birte Christoffersen sowohl vom Brett als auch vom Turm eine Bronzemedaille.
Ab 1954 trat sie unter dem Namen Birte Hanson für Schweden an. Bei den Europameisterschaften 1954 in Turin siegte vom Brett Walentina Tschumitschowa aus der Sowjetunion vor Birte Hanson. Auch vom Turm gewann eine Springerin aus der Sowjetunion, Tatjana Karakaschjanz siegte vor Hanson. 1956 bei den Olympischen Spielen in Melbourne belegte Hanson den neunten Platz vom Brett. Vom Turm erreichte sie den achten Platz.
Ihre letzte internationale Medaille gewann Birte Hanson bei den Europameisterschaften 1958, als sie hinter zwei sowjetischen Springerinnen noch einmal Bronze vom Turm ersprang. Bei den Olympischen Spielen 1960 in Rom trat sie nur im Turmspringen an und belegte den zwölften Platz. Kurz darauf beendete sie ihre Leistungssport-Karriere. Sie arbeitete dann als Sportlehrerin.